# 平和站 (韓國)
平和站（：／ Pyeonghwa yeok */?）是慶全線沿線的一座鐵路車站，位于韓國全羅南道順天市海龍面，目前不提供客運服務。

## 历史
- 1967年2月9日 - 落成使用[1]。
- 2002年12月20日 - 车站停用。
- 2011年5月25日 - 重新使用。

## 相鄰車站
韓國鐵道公社
慶全線
光陽－平和－順天